# Dejando el pasado
Dejando El Pasado es un álbum musical de la  agrupación Tinajas y en él que se hace la presentación de la cantantge peruano-venezolana Melissa, colaborando como voz principal en algunos de los temas que conforman el repertorio de este disco.
Entre las canciones que se destacaron de esta producción musical, tenemos los tres temas en donde canta la propia Melissa (“You Don't Need My Love”, “Don't Forget It” y “Despertar”) así como también los de... “Dejando El Pasado”, canción que le da título al álbum y, el tema titulado “Disco Medley”: “Freedom”—“I Wanna Take You Higer”—“25 or 6 to 4”—“I Am A Man”, un medley de canciones clásicas de los años '70 donde Melissa participa solo en los coros.

## Datos del álbum
- Fue Realizado por: Antonio Pérez (de Villa de Cura).
- Antonio Pérez (de Villa de Cura): Batería, congas, timbales, syn-drums y coros.
- Gian Visconti : Guitarra eléctrica, acústica 6 y 12 cuerdas, guitar synthesizer GR-500 Roland, MXR. Phase 100 y Dyna Comp. Mu-tron II y voz líder en "Chargy... Canción Para Una Hija".
- Carlos Sposito (The Exact Man): Bajo eléctrico, Phase 100 MxR, Mutron II y coros.
- Rubén "Micho" Correa (The Spiritual Man): Guitarra eléctrica, MxR, Phase 90, distorsión + y Dyna Comp. Mu-tron II. Coros y voz líder en "Disco Medley".
- Técnicos de Grabación y Mezcla: Nucho Bellomo, Jesús Jiménez y Gian Visconti.
- Coordinador Ejecutivo: Gian Visconti.
- Coordinador Musical: Antonio Pérez.
- Supervisión de Producción: Carlos "Ciao" Villa.
- Orquestación y Dirección: Tinajas and friends.
- Grabado en Estudio Uno. Caracas-Venezuela, entre junio y agosto de 1979.
- Arte: L.A. Generani.
- Distribuye: Polydor S.A, Caracas, Venezuela 40.228

- Haciendo la presentación de Melissa: Voz principal en los temas de “You Don't Need My Love”, “Don't Forget It” y “Despertar”; percusión y coros.

- Invitados Especiales: Nucho Bellomo, Guillermo Carrasco y Enrique Moros.

Nota: Melissa solo aparece en este álbum; Tinajas publica en 1981 su siguiente producción musical, teniendo para ese entonces a Nelson Zuleta como voz líder.

## Temas
Lado A:
1. “You Don't Need My Love” (Nucho Bellomo).
2. “Don't Forget It” (Nucho Bellomo).
3. “Despertar” (Antonio Pérez).
4. “Chargy... Canción Para Una Hija” (Gian Visconti).

Lado B:
1. “Dejando El Pasado” (Gian Visconti).
2. “Disco Medley”: “Freedom” (Richie Havens) — “I Wanna Take You Higer” (S. Stewart) — “25 or 6 to 4” (Robert Lamn) — “I Am a Man” (Stevie Winwood).

- Datos: Q5801578